# 藍朝鼎
藍朝鼎（？—1861年），回族，清末順天軍起义领袖，又名藍二順。
雲南省大关人，貧農出身。1859年，李永和与藍朝鼎、藍朝柱兄弟以“不交租、不納糧”“打富济貧”的口号起义，藍朝鼎称大元帥。順天軍进入四川省，包围叙州，占領犍為、乐山。犍為、乐山製盐業兴盛，盐工参加順天軍，軍勢膨涨十数万人之上。1860年段階率领順天軍的活動范围四十余州县。李永和、藍朝鼎和藍朝柱分兵，李永和守犍為、乐山一带，藍朝鼎、藍朝柱北上攻綿州。1861年5月包围綿州。因兵力分散，清朝四川总督駱秉章率湘軍对抗，藍朝鼎阵亡。藍朝柱率残军逃至陝西省南部，称大漢显王，后战死。